# Новосибирская ТЭЦ-4
Новосибирская ТЭЦ-4 — предприятие энергетики в Калининском районе Новосибирска, входит в структуру холдинга "Сибирская генерирующая компания".
Станция «неблочного» типа (с поперечными связями по пару).

## История и деятельность

### Станция
В начале 1950 года было заложено строительство ТЭЦ-4. Станция построена в три очереди. Первоначально первая очередь ТЭЦ являлась цехом завода НЗХК.
С первой очередью строительства, запущенной в эксплуатацию в 1952 году, на ТЭЦ было установлено 2 турбогенератора общей мощностью 24 МВт и 4 энергетических котла производительностью 75 т/час каждый.
В 1956 году началось расширение станции второй очередью. Ввод первых агрегатов – котла ТП-170 и турбогенератора ВПТ-25 - состоялся в августе 1957 года. Полностью вторую очередь – 4 котла типа ТП-170 и 3 турбогенератора мощностью по 25 МВт - ввели в 1960 году.
В 1970 году на ТЭЦ-4 были пущены 3 теплофикационных турбоагрегата мощностью по 100 тыс. кВт каждый и 4 котлоагрегата ТП-81.
ТЭЦ-4 была построена для снабжения тепло- и электроэнергией потребителей Калининского района, Заельцовского и Дзержинского районов города. За 2007—2010 годы выполнен ряд серьёзных работ по замене и модернизации оборудования, которые, в частности, позволили сократить потери технической воды, снизить ограничение мощности в летний период и повысить надежность водоснабжения.
Реновация и модернизация турбины Т-100/120-130, ст. номер 8 Новосибирской ТЭЦ-4 была выполнена ЗАО «Уральский турбинный завод» (ЗАО «УТЗ») в 2011 году.
С 2022 года Новосибирская ТЭЦ-4 занимается заменой, а также увеличением пропускной способности и тепловой мощности бойлеров станции. Эти мероприятия повысят производительность ТЭЦ-4 на перспективу — с учетом высокого темпа строительства новых жилых кварталов в северной части Новосибирска.